# Madono Maszuzó
Madono Maszuzó japán válogatott labdarúgó.

## Pályafutása

### A válogatottban
1925 májusában – amikor Madono a Kwansei Gakuin Egyetem hallgatója volt –, beválasztották a japán válogatottba az 1925- ös manilai távol-keleti bajnokságra. Ezen a versenyen, május 17-én mutatkozott be a Fülöp-szigetek ellen. Május 20-án a Kínai Köztársaság ellen is pályára lépett. A japán válogatottban összesen 2 mérkőzésen játszott.

## Statisztika
| Japán válogatott | Japán válogatott | Japán válogatott |
| Időszak          | Mérk.            | gól              |
| ---------------- | ---------------- | ---------------- |
| 1925             | 2                | 0                |
| Összesen         | 2                | 0                |